# Ermenouville
Ermenouville é uma comuna francesa na região administrativa da Normandia, no departamento de Sena Marítimo. Estende-se por uma área de 3,69 km². Em 2010 a comuna tinha 143 habitantes (densidade: 38,8 hab./km²).